# Contea di Mengjin
La contea di Mengjin (孟津县S, Mèngjīn XiànP) è una contea della Cina, situata nella provincia di Henan e amministrata dalla prefettura di Luoyang.